# 151º Reggimento fanteria "Sassari"
Il 151º Reggimento fanteria "Sassari" è un'unità militare dell'Esercito Italiano che dipende dalla Brigata meccanizzata "Sassari".

## Storia

### Le origini
La Brigata Sassari vanta oltre un secolo di storia. Costituita poco prima dello scoppio della Grande Guerra con personale reclutato quasi esclusivamente in Sardegna, la Sassari nasce il 1º marzo del 1915 su due Reggimenti (il 151° a Sinnai ed il 152° a Tempio Pausania).

### Nella prima guerra mondiale (1915-1918)
Nel luglio dello stesso anno di fondazione la Brigata attraversa l’Isonzo e viene subito impegnata in combattimento: gli eventi di Bosco Cappuccio, Bosco Lancia e Bosco Triangolare, l'espugnazione delle trincee delle “Frasche” e dei “Razzi” le fanno ottenere, prima fra tutte le unità dell’Esercito, la citazione sul Bollettino del Comando Supremo.
Spostata dal Carso all'Altopiano di Asiago per contrastare l’offensiva austriaca nel Trentino, nel giugno del 1916 riconquista Monte Fior, Monte Castelgomberto e Casera Zebio. Nel 1917, in conseguenza della rottura del fronte a Caporetto, lo schieramento dell’Esercito viene arretrato al Piave e, in quella fase, la Sassari opera a protezione della ritirata, contrastando le avanguardie nemiche.
Nel gennaio del 1918, la Brigata è protagonista della battaglia dei “Tre Monti”, prima dimostrazione del rinnovato spirito offensivo delle truppe italiane. Nel giugno del 1918, in occasione della battaglia del solstizio, la Brigata ritorna sul Piave e concorre in modo decisivo alla tenuta della linea difensiva, tanto da essere citata nel Bollettino di Guerra per la quarta volta. Nel novembre del 1918 la Sassari partecipa all'ultimo atto della Grande Guerra, conosciuto come la battaglia di Vittorio Veneto.
Destinata inizialmente allo scioglimento al termine della guerra, esaurito il suo compito, viene invece inserita tra le Unità dell’Esercito permanente per l’altissimo valore dimostrato. Nel corso della Grande Guerra vengono conferite due medaglie d'oro al valor militare alle Bandiere di ciascun Reggimento: la Sassari è la Brigata più decorata dell’intero conflitto. Il valore dei suoi membri è ricordato da sei Ordini Militari di Savoia, nove Medaglie d’Oro, 405 di Argento e 551 di Bronzo, oltre alle quattro citazioni nel bollettino del Comando Supremo

### Perché "Diavoli Rossi"
Durante la Grande Guerra, la Brigata Sassari si distingue nell’Esercito Italiano per la foga e l’impeto dei suoi soldati dimostrati durante gli assalti (soprattutto in quello che porta alla conquista delle Trincee delle Frasche e dei Razzi) e per il sistema di combattimento che fa ricorso alle azioni ardite.
Anche l’avversario austro-ungarico nota che questi soldati sono diversi dagli altri. A seguito di queste azioni, nell'aprile del 1916, viene intercettato un messaggio del nemico, che segnala la presenza in trincea dei soldati della Brigata Sassari, identificandoli come i “Roten Teufel”, i Diavoli Rossi, epiteto che lascia intuire il profondo timore degli Austriaci a doversi confrontare con i Sassarini: “Diavoli” (in Sardo Dimonios) per via della foga dimostrata dai soldati nel corso dei combattimenti e “rossi” presumibilmente per il colore delle mostrine bianco-rosse, la cui parte rossa stingeva, impregnando la parte bianca.

### Nella seconda guerra mondiale (1939-1945)
Nel primo dopoguerra, per oltre vent’anni, dal 1920 al 1941, la Brigata rimane a Trieste, a presidio della frontiera Nord-Orientale. Divenuta Divisione alla vigilia del Secondo Conflitto Mondiale, la Sassari opera sul fronte jugoslavo dall’aprile 1941 alla primavera 1943 quando, fatta rientrare in Patria, viene schierata a difesa del litorale laziale. Nei giorni seguenti l’armistizio, prende parte alla difesa di Roma e l’11 settembre, dopo aver nascoste le Bandiere (emblema sacro dei Reggimenti) in un luogo sicuro per preservarle, i reparti della Sassari si sciolgono.

### La storia recente
Nel 1958 viene ricostituito in Trieste il 151º Reggimento Fanteria "Sassari", in vita fino al 1975 quando il Reparto viene sciolto e la Bandiera di Guerra consegnata al sacrario delle Bandiere del Vittoriano. Il 1º gennaio 1976 si forma il 151º Battaglione Fanteria "Sette Comuni" nella caserma Monfenera di Cagliari, prelevando gran parte del personale dalla 47ª Compagnia Trasmissioni, ed eredita Bandiera e tradizioni del 151º Reggimento.
Modifica la denominazione nel 1985 in 151º Battaglione Fanteria Motorizzato "Sette Comuni".
Le due unità storiche si riuniscono nuovamente nel 1988, al momento della ricostituzione in Sassari della Brigata, a distanza di 45 anni.
Inizia nel 1996 la partecipazione di unità della Sassari alle operazioni all’estero per il supporto alla pace: dapprima per il processo di stabilizzazione della Bosnia-Erzegovina, successivamente in Albania, per portare aiuto dopo la grave crisi sociale che aveva colpito la nazione, in Kosovo, per fornire il proprio contributo in zona di una guerra civile, nonché nella Repubblica di Macedonia del Nord, destinata alla raccolta delle armi in possesso di una fazione paramilitare.
Anche il Comando Brigata si reca all’estero: inizialmente in Bosnia-Erzegovina, a Sarajevo, e, dopo poco più di un anno e mezzo, in Albania, per costituire il core del Communication Zone West di KFOR.
Nel 2003 e nel 2009, la famiglia della Brigata si allarga: all’unità vengono infatti assegnati rispettivamente il 5º Reggimento Genio, che sostituisce il disciolto 45º Reggimento di Fanteria Reggio, ed il 3º Reggimento Bersaglieri.
La Brigata e le sue unità sono state impegnate più volte in Iraq. L’impegno nei teatri operativi è riconosciuto dalla Nazione e dalla Forza Armata con la consegna di una medaglia d’oro al valore dell’Esercito ad ognuno dei due Reggimenti storici.

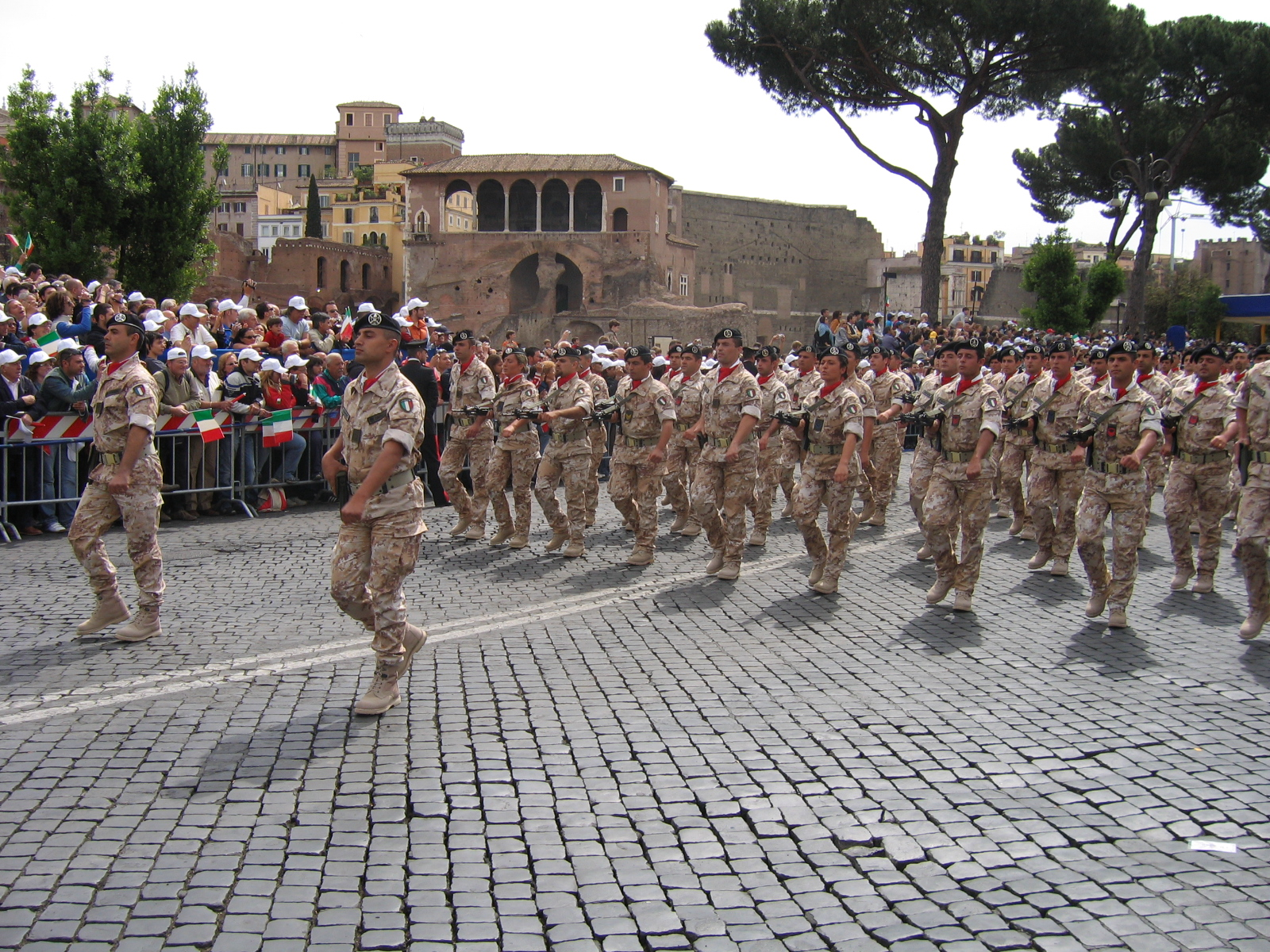
151º Reggimento fanteria "Sassari" in sfilata per la Festa della Repubblica italiana il 2 giugno 2006 a Roma

I Dimonios sono impiegati più volte in Afghanistan, per fornire un contributo alla stabilizzazione e alla ricostruzione di quei territori martoriati da oltre trent'anni di guerre, facendosi apprezzare dalle forze alleate e dalla nazione ospitante.
Sempre in medio-oriente, i colori bianco-rossi agiscono nel corso dell’Operazione Leonte, nell'ambito della Forza multinazionale di interposizione delle Nazioni Unite nel Libano del Sud.
Nel continente africano, il 3º Reggimento bersaglieri è designato ad operare in Libia, a protezione dell’Ospedale Italiano, mentre altre unità della Brigata vengono impiegate in più riprese in differenti aree come Gibuti, Somalia, e Mali.
Dalla ricostituzione ad oggi, la Brigata è chiamata anche ad operare nel territorio nazionale, in concorso delle Forze dell’Ordine, nel quadro dell’attività Forza Paris in Sardegna e Vespri Siciliani, per il contrasto della criminalità organizzata. Non tralasciamo nel novero i diversi turni di impiego nel quadro dell’Operazione Domino (con impiego in Sardegna e nella penisola), dell’Operazione Strade Sicure (per la protezione di siti sensibili a Roma e in altre località del Lazio, dell’Umbria, dell’Abruzzo, della Campania, della Calabria e della Sicilia), nonché dell’Operazione Kremlin, a Roma, per contribuire al dispositivo di protezione del vertice NATO nel 2002.
La Sassari viene anche impiegata in operazione di pubblica utilità, per fornire aiuto alla popolazione in caso di disastri naturali (Olbia nel 2013 e nel 2015, Capoterra nel 2008 e Villagrande Strisaili nel 2005), nei numerosi e frequenti casi di bonifica di ordigni esplosivi ritrovati nel territorio ed altresì per fornire un contributo alla società campana gravata dall'esigenza rifiuti.

## Operazioni
| Nome                        | Luogo                | Data                             | Descrizione |
| --------------------------- | -------------------- | -------------------------------- | --- |
| Operazione Vespri siciliani | Italia               | 25 luglio 1992 - 8 luglio 1998   | Intervento di controllo militare per la lotta alla mafia.                                                                           |
| Operazione Alba             | Albania              | marzo - luglio 1997              | Intervento di peacekeeping nella forza multinazionale NATO.                                                                         |
| Operazione Constant Forge   | Bosnia ed Erzegovina | ottobre 1998 - maggio 1999       | Intervento di peacekeeping nella forza multinazionale NATO IFOR.                                                                    |
| Operazione Joint Guardian   | Kosovo               | febbraio 2000 - giugno 2000      | Intervento di peacekeeping nella forza multinazionale NATO KFOR.                                                                    |
| Operazione Joint Guardian   | Kosovo               | giugno 2002 - ottobre 2002       | Intervento di peacekeeping nella forza multinazionale NATO KFOR.                                                                    |
| Operazione Domino           | Italia               | 12 ottobre 2001 - 31 luglio 2006 | Intervento di controllo militare per fronteggiare la minaccia terroristica internazionale sul territorio italiano.                  |
| Operazione Antica Babilonia | Iraq                 | ottobre 2003 - febbraio 2004     | Intervento di peacekeeping nella forza multinazionale USA.                                                                          |
| Operazione ISAF             | Afghanistan          | marzo 2007 - luglio 2007         | Intervento di peacekeeping nell'ambito del Provincial Reconstruction Team italiano di Herat.                                        |
| Operazione Strade Sicure    | Italia               | 4 agosto 2008 - oggi             | Intervento di cooperazione con le altre Forze Armate e Forze dell'Ordine per il controllo del territorio metropolitano delle città. |
| Operazione ISAF             | Afghanistan          | ottobre 2009 - aprile 2010       | Intervento di peacekeeping costituendo la Task Force North (Bala Morghab)                                                           |
| Operazione ISAF             | Afghanistan          | ottobre 2011 - aprile 2012       | Intervento di peacekeeping costituendo la Task Force North (Bala Morghab)                                                           |

## Onorificenze
Nella sua storia il 151º Reggimento fanteria "Sassari" ha meritato le seguenti onorificenze alla bandiera:

### Decorati
- Pintus Giuseppe, da Assemini Caporal Maggiore 151º Reggimento Fanteria.[7]
- Podda Ferdinando, da Loceri Sergente Maggiore 151º Reggimento Fanteria.[8]
- Scintu Raimondo, da Guasila Caporale 151º Reggimento Fanteria.[9]
- Giovanni Antonio Aprosio, da Vallecrosia Tenente Colonnello 151º Reggimento Fanteria.[10]
- Eugenio Niccolai, da Pausula Capitano 151º Reggimento Fanteria.[11]

## Stemma
Scudo d'argento alla croce di rosso (Sardegna) caricata di un scudo inquartato: nel primo e nel quarto d'azzurro alla croce d'argento, nel secondo e nel terzo di rosso alla torre pure d'argento su terrazzo di verde (Sassari). Il tutto abbassato ad un capo d'oro con il quartier franco troncato d'azzurro e di verde caricato da un angelo armato.
Corona turrita.
Ornamenti esteriori:
lista bifida: d'oro, svolazzante, collocata sotto la punta dello scudo, incurvata con la concavità rivolta verso l'alto, riportante il motto: "SA VIDA PRO SA PATRIA".
onorificenza: accollata alla punta dello scudo con l'insegna dell'Ordine Militare d'Italia pendente al centro del nastro con i colori della stessa.
nastri rappresentativi delle ricompense al Valore: Due Medaglie d'Oro al Valor Militare sono annodate nella parte centrale non visibile della corona turrita, scendente svolazzante in sbarra ed in banda dal punto predetto, passando dietro la parte superiore dello scudo.

## Insegne
- Il Reggimento indossa il fregio della Fanteria (composto da due fucili incrociati sormontati da una bomba con una fiamma dritta). Al centro nel tondino è riportato il numero "151".
- Le mostrine del reggimento sono rettangolari di colore rosso e bianco. Alla base della mostrina si trova la stella argentata a 5 punte bordata di nero, simbolo delle forze armate italiane.

## Motto del Reggimento
In lingua sarda "Sa vida pro sa Patria" Il significato del motto del Reggimento è: "La vita per la patria".

## Grido di battaglia
“Forza Paris!”
riassume l'essenza della Brigata Sassari. Nato nei campi di battaglia della Grande guerra, significa “Avanti tutti insieme” e viene utilizzato per darsi forza a vicenda e per innalzare il morale e la coesione tra i soldati.

## Festa del reggimento
Il 28 gennaio di ogni anno si celebra la festa di due fra i due più prestigiosi reggimenti delle nostre forze armate il 151° e il 152° “Sassari”, anniversario dei combattimenti al Col del Rosso ed al Col d’Echele del 1918 durante la grande guerra. In quei duri combattimenti contro l’esercito austro-ungarico i due reggimenti si guadagnarono la Medaglia d’Oro al Valor militare.

## Persone legate al Reggimento
- Emilio Lussu

## Letteratura
Emilio Lussu raccontò le vicende del 151º fanteria dal giugno del '16 a quello del '17 nel libro Un anno sull'Altipiano